# سمر يزبك
سمر يزبك (18 أغسطس 1970، جبلة -)؛ كاتبة، روائية وصحافية سورية. تحمل شهادة في الأدب العربي من جامعة تشرين، وكتبت العديد من الروايات والقصص والحلقات التلفزيونية والأفلام الوثائقية.

## عنها
في سنة 2011 اختارت سمر الوقوف إلى جانب حركة المحتجين ضد النظام السوري، فكتبت مقالات وشاركت في التظاهرات، ثم اضطرت لترك بلدها، وهي تقيم الآن في منفاها في باريس، تعد سمر صوتًا بارزًا في قضايا حقوق الإنسان وخاصة في حقوق المرأة، حيث أسست سنة 2012 منظمة «النساء الآن»، التي تعنى بدعم وتمكين المرأة اقتصاديا وسياسيا وثقافيا.

## أعمالها
توصف بأنها روائية مُتحرّرة، خرجت من عباءة العائلة والطائفة والقبليَّة، تحمل في كتاباتها شقاء المجتمع التقليدي، آلامه وأحلامه. وخاصة في «الصلصال» و«رائحة القرفة» حيث دخلت إلى الحجرات السرية وروت عن التصدع الإنساني، عن أحوال الخراب والوحشية وكشفت عن المخفي الذي يدور خلف الجدران أو في الحارات في أحزمة البؤس وفي قصور النافذين. في «الصلصال» تحكي عن المؤسسة العسكرية في المجتمعات العقائدية والشمولية وتشير فيها سمر يزبك بالترميز إلى شخصيات نافذة بالمجتمع السوري. ولهذه الرواية حكاية مع الرقابة. أما رائحة القرفة فهو عمل أشد مرارة وأكثر بوحًا. فمن ناحية تأتي إلى الأماكن المحظورة التي لم يدخلها لا النساء ولا الرجال، ومن ناحية ثانية تظهر التباين المرعب بين الفقر الحضيضي والغنى الفاحش. فتحكي لنا عن مجتمع مخفي، عن أحزمة الفقر العشوائية والمكتظة بالسكان التي تمتد وتزحف نحو مدينة عريقة كدمشق.

### المؤلفات
ولها الإصدارات التالية:
- باقة خريف مجموعة قصص، صدرت في دمشق عام 1999 والناشر دار الجندي.[10]
- مفردات امرأة مجموعة قصص، صدرت في بيروت عام 2000 والناشر دار الكنوز الأدبية.
- طفلة السماء رواية، صدرت في بيروت عام 2002 والناشر دار الكنوز الأدبية.[11]
- صلصال رواية، صدرت في بيروت عام 2005 والناشر دار الكنوز الأدبية.[5]
- رائحة القرفة رواية، صدرت في بيروت عام 2008.
- لها مرايا رواية، صدرت في بيروت عام 2010.
- تقاطع نيران رواية، صدرت في بيروت عام 2012.[12]
- المشاءة رواية، صدرت في بيروت، عن دار الآداب عام 2017.[13][14]

### الأفلام والتلفزيون
ومن الأفلام التي كتبتها:
- مسلسل امرأة في الظل
- فيلم سينمائي سماء واطئة
- فيلم وثائقي عن أنطون مقدسي
- فيلم تلفزيوني بعنوان صباح الخير ليلى

وقد نالت الجائزة الأولى عن فيلم «سماء واطئة» من الأمم المتحدة ووزارة الإعلام السورية كأفضل سيناريو. 

## الجوائز والتكريم
نالت العديد من الجوائز، منها:
- 2016 جائزة أفضل كتاب أجنبي في فرنسا لرواية «العبور»[16]
- 2013 جائزة أوكسفام لروايتها تقاطع النيران.
- 2012 جائزة هارولد بنتر، مناصفة مع كارول آن دافي.[17]

## روابط خارجية
- سمر يزبك على موقع IMDb (الإنجليزية)
- سمر يزبك على موقع كينوبويسك (الروسية)

## روابط خوارجية
ّ*روافد حوار توثيقي مع سمر يزبك